# 南栗橋車両管区七光台支所
南栗橋車両管区七光台支所（みなみくりはししゃりょうかんくななこうだいししょ・旧七光台検修区）は、千葉県野田市谷津にある東武鉄道の車両基地。東武野田線（東武アーバンパークライン）の七光台駅に隣接している。

## 概要
1929年（昭和4年）に総武鉄道野田車庫として発足。1968年（昭和43年）7月に七光台電車区（→七光台検修区）として現在地に移転した。2009年（平成21年）10月に南栗橋車両管区に統合され、同管区の七光台支所となった。柏駅を挟んで運転系統の分かれる船橋方面への車両出庫の軽減を考慮し、高柳駅付近には高柳留置線（南栗橋車両管区 高柳派出所）が設置されている。
主な業務は所属車両の列車検査・月検査のほか、60000系の機能確認を主とした重要部検査や車両清掃等を行っている。当車両基地には車輪転削設備がないため、車輪転削は南栗橋本区に回送して実施している。このほか、高柳派出所では夜間時間帯における留置車両の営業線対応と列車検査を実施している。

## 沿革
- 1929年（昭和4年）12月 - 総武鉄道野田電車庫として発足[1]。
- 1944年（昭和19年） - 東武鉄道野田電車区に改称[1]。
- 1968年（昭和43年）7月1日 - 現在地に移転し、七光台電車区に改称[3]。
- 1971年（昭和46年）3月 - 七光台検修区に改称[1]。
- 1999年（平成11年） - 高柳駅の柏寄りに高柳電車留置線を開設。
- 2009年（平成21年）10月 - 南栗橋車両管区発足に伴い、同管区七光台支所に改称[1]。

## 配置車両

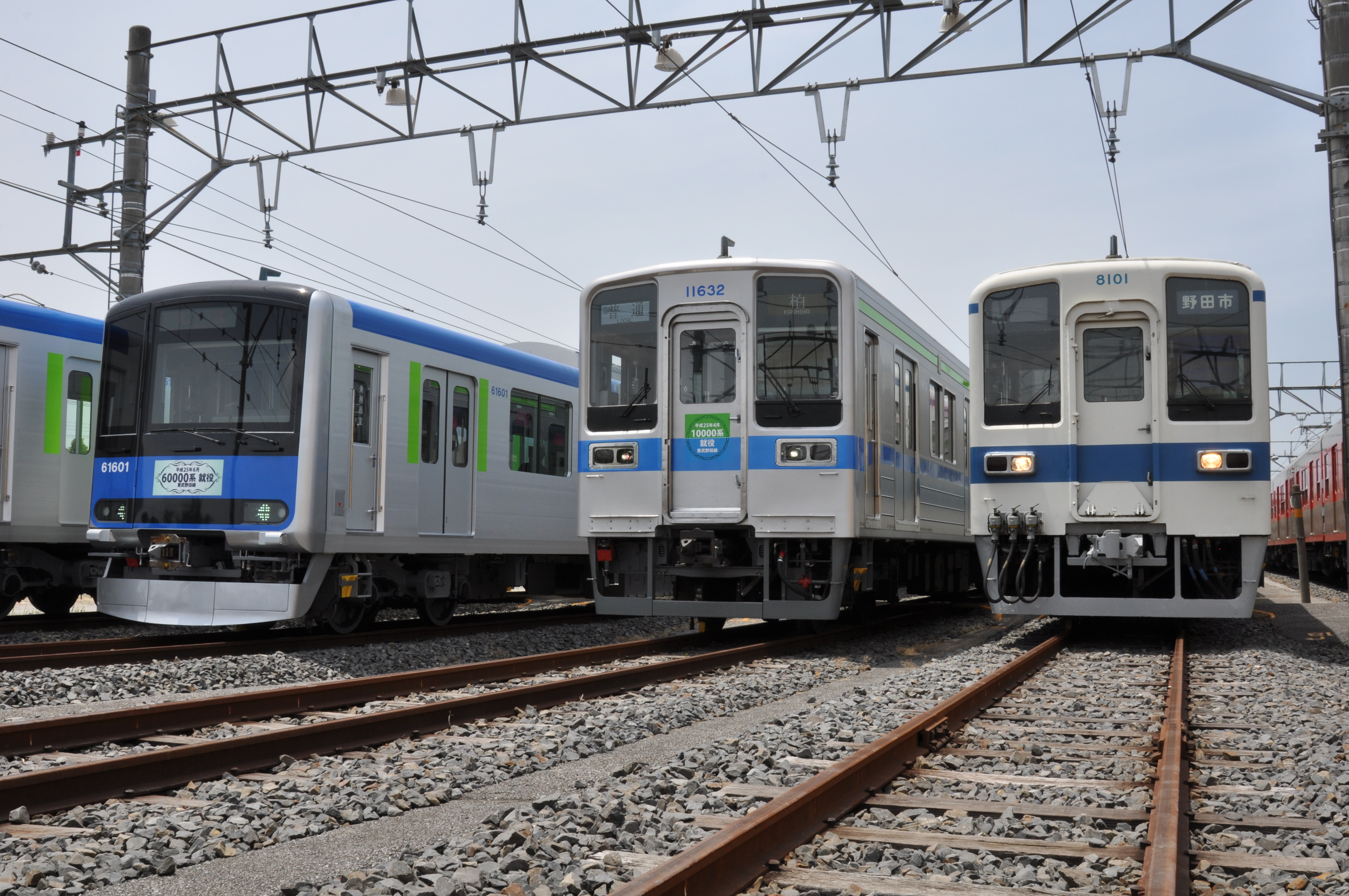
配置車両
（左から60000系61601F・10030型11632F・8000系8101F）

8000系のうち、8111Fは東武博物館の動態保存車である。

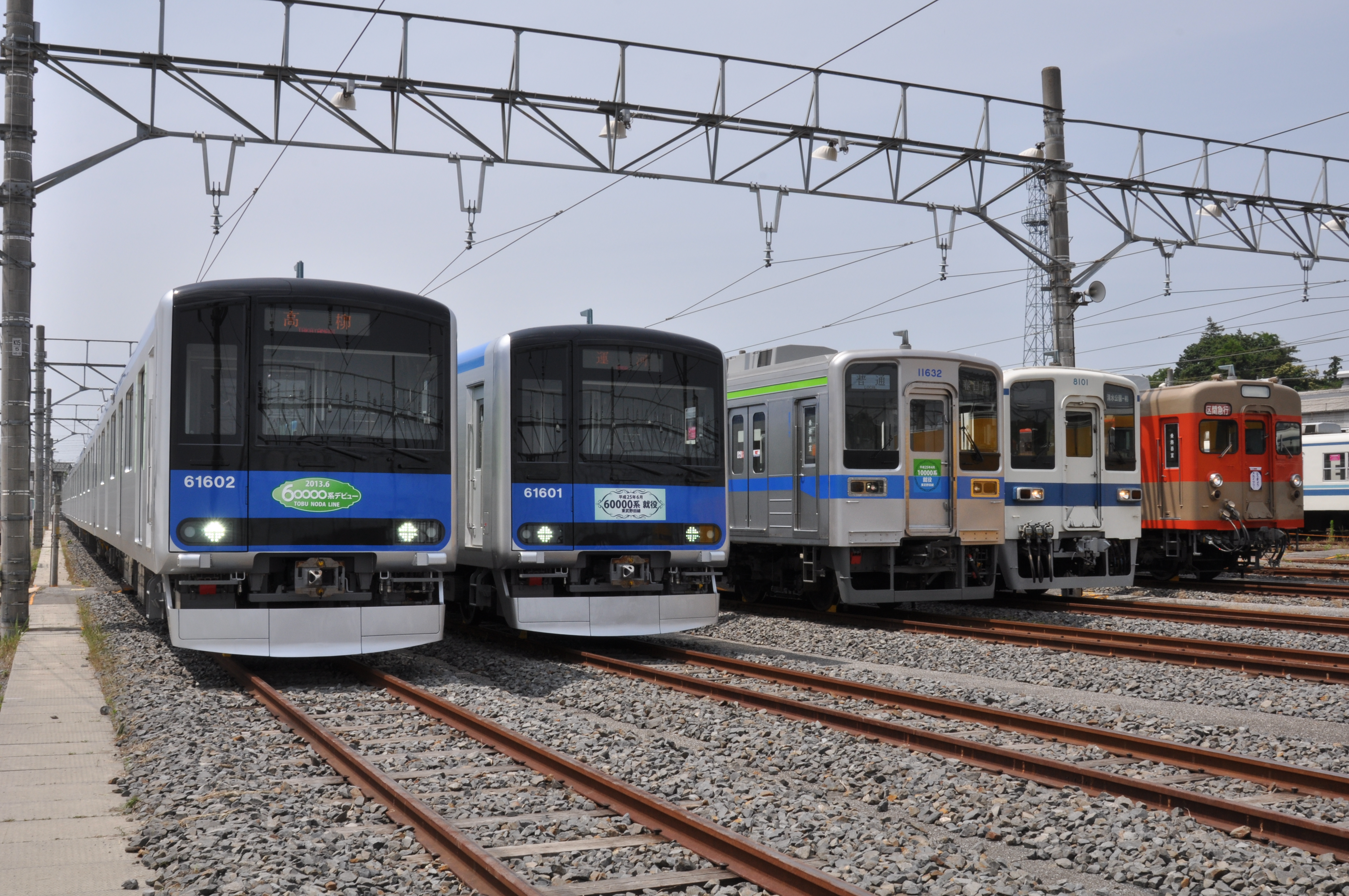
配置車両
（左から60000系61602F・61601F・10030型11632F・8000系8101F・8111F）

- 8000系 - 全編成が6両貫通編成を組む。2025年4月現在、6両編成16本が在籍する[2]。
- 10030型 - 東上本線から転属した11652Fが2013年4月20日から営業運転を開始[5]、伊勢崎線から転属した11632F（リニューアル車）が2013年5月30日から営業運転を開始[6]した。2025年4月現在、6両編成9本が在籍するる[2]。
- 60000系 - 2013年6月9日に同所で開催された「60000系デビューイベント」のツアー参加者専用列車として初めて営業運転を行い[7]、2013年6月15日から一般の営業運転を開始した[8]。2015年で増備は終了し、2025年4月現在、6両編成18本が在籍し、野田線の最大勢力となっている[2]。
- 80000系 - 野田線（東武アーバンパークライン）の8000系および10030系の置き換え用として製造した[9]。2025年3月8日に営業運転を開始し、2025年4月現在、5両編成5本が在籍する[2]。

## 付記
- 七光台検修区では長年、かつて東武に在籍していた鉄製有蓋車テ200形241の廃車体を倉庫代用として使用していたが、同車は2009年末に動態保存目的で上毛電気鉄道へ譲渡された[10]。

- 東武鉄道では唯一、入出区線上に一般道と交差する踏切（野田線第145号の2踏切）がある。
- 将来拡張できるように用地が確保されている。
- 台風などによる大規模洪水が発生した場合、敷地が最大で10mの深さまで浸水すると想定されている。このため、計画運休を前提に車両を高架区間など安全な場所に待避させる「車両避難計画」の対象となっており、訓練も行われている[11]。